# Cyclocypris
Cyclocypris é um género de Candonidae.
O género foi descrito em 1899 por George Stewardson Brady e Alfred Merle Norman.
Este género tem distribuição cosmopolita.
Espécies:
- Cyclocypris globosa (Sars, 1863)[1]
- Cyclocypris ovum (Jurine, 1820)[1]